# Кфар-Авраам
Кфар-Авраа́м (ивр. כפר אברהם‎) — район в северной части города Петах-Тиква, Израиль. Основан в марте 1932 года организацией «Ха-поэль ха-мизрахи» как мошав, вошёл в состав Петах-Тиквы в 1952 году.

## История

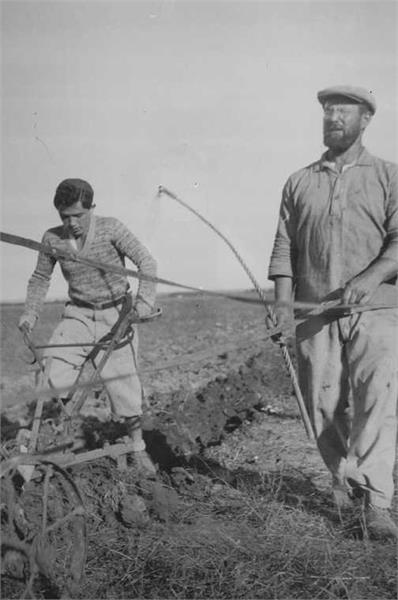
Вспашка полей в Кфар-Аврааме

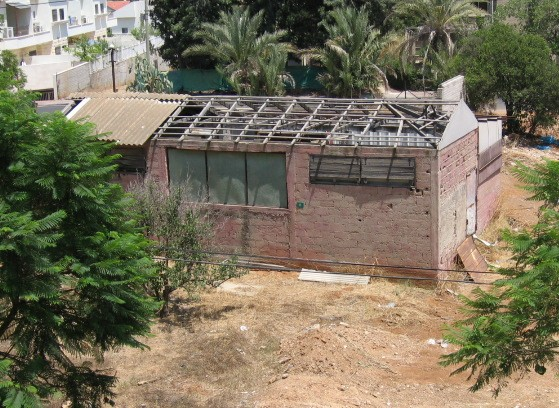
Один из последних домов, построенный в первые годы существования поселения.

В 1913 году еврейский филантроп Пауль Натан из Германии купил 800 дунамов земли недалеко от арабской деревни Фаджа и передал их в собственность раввину Аврааму Сальвенди для того, чтобы он основал на этом месте детский приют. Из-за начала первой мировой войны из задуманного удалось построить только одно здание и колодец.
После Первой мировой войны Сальвенди назначил профессора Пика из движения «Мизрахи» хранителем земель и позволил группе Родгеса временно поселиться на них, пока они не создадут свое постоянное поселение в другом месте. Группа Родгеса обосновалась в северо-восточной части земель. Позже эта группа стала головной организацией Религиозного кибуцного движения. После того как группа переехала в южную часть Подмандатной Палестины и основала там кибуц Квуцат-Явне, здания и территория, принадлежавшие ей, были переданы в собственность Американской организации женщин «Мизрахи». Она основала на этом месте пионерское религиозно-сельскохозяйственное учреждение под названием «Моссад Алия».
В 1932 году часть земель была сдана в аренду 25 религиозным поселенцам. Ими было создано поселение религиозных работников, первоначально носившее название «мошав Сальвенди». В 1930-е годы в поселке появляется центральная молочная ферма. В это же время казармы, находившиеся в центре мошава, были перестроены под нужды школы и синагоги.
В 1941 году раввин Сальвенди безвозмездно передал право собственности на земли Еврейскому национальному фонду. В 1952 году Кфар-Авраам официально стал частью Петах-Тиквы.
В 1990-е годы район претерпел серьёзные изменения: почти весь он был перестроен. Так сегодня на месте садов, полей и стоявших при них небольших хижин находится район с виллами и частными домами.

## В популярной культуре
В 1988 году на месте бывшего мошава был снят израильский фильм «Лето Авии» по автобиографическому роману актрисы израильского театра Гилы Альмагор. Кадры фильмы являются практически единственным свидетельством того, как выглядел район до масштабной перестройки. На плёнке запечатлены многие, ныне снесённые дома первых поселенцев.